# Atatā
Atatā è un'isola dell'arcipelago di Tonga, situata nell'Oceano Pacifico. Si trova direttamente a nord dell'isola principale delle Tonga, Tongatapu, ed è vicina alla capitale Nukuʻalofa.
Al censimento del 2021 l'isola aveva una popolazione di 106 abitanti. Amministrativamente appartiene alla divisione Tongatapu nel distretto di Kolovai.

## Storia
L'isola è stata sommersa dall'acqua a seguito dell'eruzione dell'Hunga Tonga del 2022 e gli edifici hanno subito ingenti danni. Immagini pubblicate dalla New Zealand Defence Force hanno mostrato che l'isola ha subito danni catastrofici con alberi sradicati e un gran numero di edifici scomparsi. Secondo quanto riferito, l'unico edificio sopravvissuto era la cappella dell'isola della Chiesa di Gesù Cristo dei santi degli ultimi giorni, utilizzata dagli abitanti del villaggio come rifugio.
In seguito all'eruzione l'intera isola fu evacuata e gli abitanti sono stati portati a Tongatapu dalla marina tongana. Dopo un anno, gli abitanti di Atatā sono stati reinsediati nel nuovo villaggio 'Atata Si'i, vicino a Masilamea, sull'isola principale di Tongatapu.